# Balignicourt
Balignicourt je francouzská obec v departementu Aube v regionu Grand Est. Žije zde 57 obyvatel.

## Geografie
Obec leží na severu departementu Aube u jeho hranic s departementem Marne.

### Sousední obce
| Růžice kompasu | Dampierre | Corbeil (Marne) | Saint-Utin (Marne)        | Růžice kompasu |
| Růžice kompasu | Donnement | Sever           | Saint-Léger-sous-Margerie | Růžice kompasu |
| Růžice kompasu | Donnement | Balignicourt    | Saint-Léger-sous-Margerie | Růžice kompasu |
| Růžice kompasu | Donnement | Jih             | Saint-Léger-sous-Margerie | Růžice kompasu |
| Růžice kompasu |           | Braux           | Pars-lès-Chavanges        | Růžice kompasu |